# Bonaparte (band)
Bonaparte er en rock/indie/electronica-gruppe fra Tyskland.
- Bonaparte – Rock am Ring 2017
- Bonaparte (2010)
- Bonaparte (2010)
- Bonaparte (2010)